# Етумби
Етумби (на френски: Etoumbi) е град в област Кювет Уест в северозападната част на Република Конго. Повечето от жителите на града се препитават от лов в местната гора.
Етумби неколкократно се оказва в център на епидемии на вируса Ебола, вероятно заради селяни, яли месо от животни, намерени мъртви в гората. През 2003 г. 120 души умират от вируса. Градчето е под карантина, след като вирусът отново се разразява през май 2005 г.
1. ↑  ins-congo.cg